# Rappresaglia massiccia
La rappresaglia massiccia è una dottrina militare e una strategia nucleare, in cui uno Stato risponde in modo più violento, aggressivo e sproporzionato rispetto a quello del nemico in caso di attacco.

## Strategia
In caso di attacco da parte di un aggressore, uno stato metterebbe in atto una rappresaglia massiccia usando una forza sproporzionata rispetto alle dimensioni dell'attacco subito.
Lo scopo della rappresaglia massiccia è quello di dissuadere un altro stato dall'attaccare inizialmente. Perché una tale strategia funzioni, deve essere resa pubblica a tutti i possibili aggressori. L'aggressore deve anche credere che lo stato che annuncia la politica abbia la capacità di resistere ad un secondo attacco. Deve anche credere che lo stato in difesa sia disposto a superare la minaccia dissuasiva, che probabilmente comporterebbe l'uso di armi nucleari su vasta scala.
Le rappresaglie massicce si basano sugli stessi principi della distruzione reciproca assicurata (MAD), anche se uno stato nucleare venisse attaccato convenzionalmente, la risposta sarebbe perpetuata attraverso l'uso degli arsenali nucleari. Tuttavia, nel momento in cui la rappresaglia massiccia era adottata come strategia, non vi era la MAD, poiché i sovietici non avevano ancora una capacità di poter sferrare un secondo attacco.

## Storia
Nell'agosto del 1945, al termine del secondo conflitto mondiale, nel teatro del pacifico, gli Stati Uniti per assicurarsi una resa quasi sicura, condussero due attacchi nucleari su Hiroshima e Nagasaki in Giappone. Quattro anni dopo, il 9 agosto 1949, l'Unione Sovietica fu capace di sviluppare il suo primo ordigno nucleare. All'epoca, ad entrambe le parti mancavano i mezzi per utilizzare efficacemente i dispositivi nucleari l'uno contro l'altro. In pochi anni con lo sviluppo di arsenali nucleari i due paesi acquisirono la capacità di potersi bombardare reciprocamente.
Il termine "rappresaglia massiccia (massive retaliation)" fu coniato dal segretario di Stato dell'amministrazione Eisenhower John Foster Dulles in un discorso del 12 gennaio 1954.
Dulles dichiarò:
Dulles disse anche che gli Stati Uniti avrebbero risposto alla provocazione militare "in luoghi e con mezzi di nostra scelta". Questo discorso e le citazioni sembrano costituire la base per il termine rappresaglia massiccia, che supporterebbe qualsiasi difesa convenzionale contro gli attacchi convenzionali con un possibile massiccio attacco di ritorsione che coinvolga armi nucleari.
La dottrina della rappresaglia massiccia si basava sulla crescente paura dell'Occidente per il percepito squilibrio del potere nelle forze convenzionali, una corrispondente incapacità di difendersi o di prevalere nei conflitti convenzionali. Facendo affidamento su un grande arsenale nucleare per dissuadere, il presidente Eisenhower credeva che le forze convenzionali potessero essere ridotte mantenendo il prestigio ed il potere militari e la capacità di difendere il blocco occidentale.
Un'ulteriore motivazione per l'adozione di ritorsioni di massa è stata la convinzione del presidente Eisenhower secondo cui una forte economia nazionale (che credeva dipendesse da una bassa tassazione) era essenziale per una difesa ben finanziata. Un passaggio al ricorso alle armi nucleari per dissuadere avrebbe consentito agli Stati Uniti di tenersi al passo con la forza militare dell'Unione Sovietica. Nel 1953, una tonnellata di tritolo costava 1700 dollari per la produzione, mentre il materiale fissile di simile potenza esplosiva costava la misera cifra di 23 dollari per la produzione.
Nel caso di un attacco convenzionale su Berlino Ovest da parte dei sovietici, per esempio, gli Stati Uniti avrebbero intrapreso una rappresaglia massiccia contro l'Unione Sovietica con armi nucleari. La dottrina della rappresaglia massiccia fu quindi un'estensione della distruzione reciproca assicurata agli attacchi convenzionali, scoraggiando presumibilmente l'Unione Sovietica dall'attaccare qualsiasi parte della sfera di influenza degli Stati Uniti anche con armi convenzionali.

## Critica
Due membri della RAND Corporation hanno criticato la dottrina come troppo aggressiva e identica al primo colpo. Herman Kahn sottolineato che molti pianificatori militari che aderivano allo "splendido primo colpo" credevano che se i sovietici avessero provocato gli Stati Uniti, questi ultimi avrebbero dovuto lanciare un grosso attacco in "un momento e un luogo di nostra scelta". Questa è la teoria della rappresaglia massiccia enunciata da...Dulles. "
Allo stesso modo, Bernard Brodie (stratego) notò che la dottrina di Dulles "rifletteva un'insoddisfazione tipicamente militare, che in precedenza era diventata familiare nei discorsi di MacArthur". Non presentava nulla di nuovo nella difesa dell'America o dell'Europa, ma era sorprendente perché sembrava rifiutare la moderazione simboleggiata dalla Corea per aree di interesse non vitale. Se applicata alla guerra di Corea, la dottrina di Dulles avrebbe implicato molto più che bombardare gli eserciti nordcoreani con armi termonucleari. Sembra che fossero decisi a lanciare "un vero e proprio attacco nucleare strategico sulla Cina!" E "dovremmo probabilmente includere anche l'Unione Sovietica". La dottrina di Dulles, conclude Brodie, "ovviamente, è una guerra preventiva, salvo il caso in cui avessimo aspettato per una provocazione o un casus belli".

## Effetti
In teoria, poiché l'Unione Sovietica non desiderava una risposta di questo tipo, ogni ambizione sull'Europa occidentale da parte dei sovietici era scoraggiata. Sebbene gli Stati Uniti e il blocco della NATO sarebbero stati sottoposti a forti pressioni in un conflitto convenzionale con le forze del Patto di Varsavia, se si fosse verificato un conflitto convenzionale, la dottrina di rappresaglia avrebbe impedito ai sovietici di avanzare per paura che un attacco nucleare sarebbe stato condotto contro l'Unione Sovietica in risposta a un attacco convenzionale.
Si potrebbe discutere sul fatto che oltre ad aumentare le tensioni in una relazione già tesa con il blocco sovietico, una rappresaglia massiccia avrebbe avuto pochi effetti pratici in quel momento. Prima dello sviluppo della triade nucleare americana, era difficile rendere credibile la messa in pratica di tale dottrina e le politiche non lo permettevano, poiché le sfide quotidiane della politica estera non potevano essere affrontate con un massiccio attacco nucleare. In effetti, l'Unione Sovietica intraprese molte azioni militari minori che avrebbero reso necessario l'uso di armi nucleari sotto una lettura rigorosa di questa dottrina.
Questa dottrina, come qualsiasi strategia nucleare basata sul principio della distruzione reciproca assicurata, avrebbe incoraggiato l'avversario a condurre un primo colpo ai limiti delle proprie capacità. Questo, in caso di successo, avrebbe paralizzato la capacità di contrattacco dello stato difensore e avrebbe reso inutile una massiccia strategia di ritorsione. Successivi sviluppi come la miniaturizzazione delle testate termonucleari, accurati ICBM posizionati all'interno di silos, missili balistici lanciati da sottomarini, tecnologia stealth applicata ai missili da crociera e guida alle munizioni GPS hanno portato a una capacità di secondo attacco molto più credibile per alcune nazioni tecnologicamente avanzate.
Tuttavia, se entrambe le parti di un conflitto adottassero la stessa modalità di rappresaglia massiccia, ciò può tradursi in un'escalation illimitata (uno "spasmo nucleare"), in cui ciascuno è convinto che l'altro arretrerà dopo il primo round di rappresaglia. Questi problemi non si presentano solo nella rappresaglia massiccia, ma nel totale di tutte le dottrine di deterrenza.

## Cambio di politica
Nel 1957, tre anni dopo l'annuncio di Dulles, egli criticò la sua stessa dottrina e scrisse su Foreign Affairs che non vi è stata alternativa alla massiccia rappresaglia. Ma ora la risposta può essere limitata a obiettivi limitati. Lo storico della guerra fredda, Marc Trachtenberg, scopre che Dulles, sin dall'annuncio, si stava spostando verso una dottrina di risposta flessibile. Tuttavia, fino alla fine del suo mandato, Eisenhower continuò a scartare l'idea stessa di moderazione nella guerra generale. Nel 1959 disse: "Una volta coinvolti in uno scambio nucleare con l'Unione Sovietica, non ci saremmo potuti fermare fino a quando non avessimo finito il nemico". Non aveva senso parlare di "negoziare un accordo nel mezzo della guerra", quindi nessuna alternativa, bisognava "colpire i russi il più forte possibile".
Con l'arrivo del presidente John F. Kennedy si vide l'abbandono di questa dottrina durante la crisi dei missili cubani a favore di una risposta flessibile . Le MRBM nucleari sovietiche a Cuba avevano un tempo di volo molto breve per i loro obiettivi statunitensi e avrebbero potuto paralizzare le basi dei bombardieri SAC e impedire una risposta statunitense. Sotto l'amministrazione Kennedy, gli Stati Uniti adottarono una politica più flessibile nel tentativo di evitare la guerra nucleare nel caso i sovietici non avessero cooperato e accolto le richieste statunitensi. Se solo gli Stati Uniti avessero annunciato una reazione militare a qualsiasi incursione sovietica (non importa quanto piccola) e la dottrina della rappresaglia massiccia non fosse stata attuata, allora i sovietici avrebbero pensato che gli Stati Uniti non avrebbero mai attaccato. Ciò avrebbe reso l'Unione sovietica molto più audace nelle sue iniziative militari contro gli alleati degli Stati Uniti e questo avrebbe probabilmente condotto le due potenze verso una guerra nucleare. Se gli avvertimenti non fossero stati adeguatamente considerati dall'Unione Sovietica e le minacce non li avessero intimiditi in modo da rimuovere i missili da Cuba, allora l'Unione Sovietica avrebbe semplicemente creduto che le politiche statunitensi non sarebbero mai state attuate. Attraverso la nuova dottrina flessibile, gli Stati Uniti avrebbero avuto un modo migliore per rispondere alle minacce e provocazioni sovietiche evitando di rimetterci la faccia.
Un altro motivo che causò l'abbandono delle politiche di rappresaglia massiccia fu lo sviluppo sovietico di una strategia di Second Strike e di attacco con armi di distruzione di massa lanciate da ICBM lanciati da silos e più tardi da SLBM.